# Хатінохе

40°30′44″ пн. ш. 141°29′18″ сх. д. / 40.51222° пн. ш. 141.48833° сх. д.
Хатінохе́ (яп. 八戸市, はちのへし, МФА: [hat͡ɕinohe ɕi̥]) — місто в Японії, в префектурі Аоморі.

## Короткі відомості
Розташоване в південно-східній частині префектури, на березі Тихого океану. Виникло на основі призамкового містечка раннього нового часу, що належало самурайському роду Намбу. Отримало статус міста 1 травня 1929 року. Основою економіки є рибальство, переробка морепродуктів, металургія та виготовлення добрив. Станом на 1 жовтня 2007 площа міста становила 305,17 км². Станом на 1 липня 2008 населення міста становило 239 802 осіб.